# Recy
Recy ist eine französische Gemeinde mit 1.077 Einwohnern (Stand: 1. Januar 2022) im Département Marne in der Region Grand Est (bis 2015: Champagne-Ardenne). Die Gemeinde gehört zum Arrondissement Châlons-en-Champagne und zum Kanton Châlons-en-Champagne-2. Die Bewohner nennen sich Recyots.

## Geografie
Recy liegt etwa 37 Kilometer südöstlich von Reims und vier Kilometer nordwestlich von Châlons-en-Champagne im Flusstal der Marne. Der Ort selbst liegt am Canal latéral à la Marne. Umgeben wird Recy von den Nachbargemeinden Juvigny im Norden und Nordwesten, La Veuve im Norden, La Neuville-au-Temple im Nordosten, Saint-Martin-sur-le-Pré im Osten und Südosten, Fagnières im Süden, Saint-Gibrien im Südwesten sowie Matougues im Westen.
Durch den Westen der Gemeinde verläuft die Autoroute A26, durch den Nordosten die Route nationale 44.

## Bevölkerungsentwicklung
| Jahr                       | 1962 | 1968 | 1975 | 1982 | 1990 | 1999 | 2008 | 2013 | 2018 |
| Einwohner                  | 436  | 480  | 527  | 763  | 971  | 907  | 997  | 1047 | 1029 |
| Quellen: Cassini und INSEE |      |      |      |      |      |      |      |      |      |

## Sehenswürdigkeiten
- Kirche Notre-Dame-de-l’Assomption